# Virutas de metal

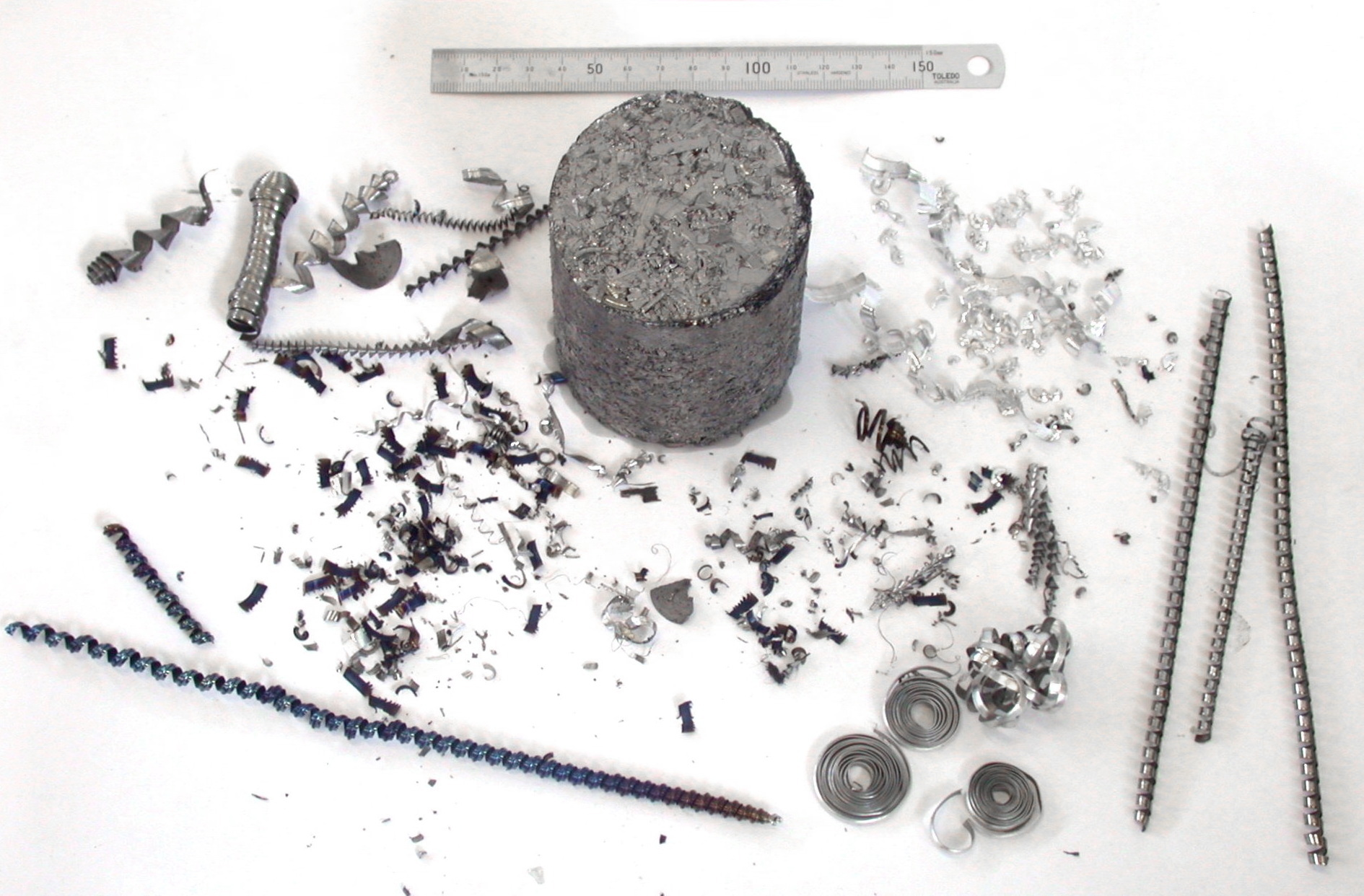
Varios ejemplos de virutas de metal, incluido un bloque de virutas comprimidas. Se prefieren las virutas rotas a las virutas de perforación fibrosas.

Las virutas de metal, también conocidas como esquirlas u otros nombres específicos del proceso (como torneados, limaduras o chispas), son piezas de metal sobrantes, desechos resultantes del mecanizado o procesos de fabricación sustractivos (eliminación de material) similares, así como cortes. Las virutas de metal pueden ser partículas pequeñas (como las partículas arenosas que se producen al moler metal) o zarcillos largos y fibrosos (como las virutas elásticas que se producen al tornear metales duros).

## Peligros de corte y precauciones de seguridad

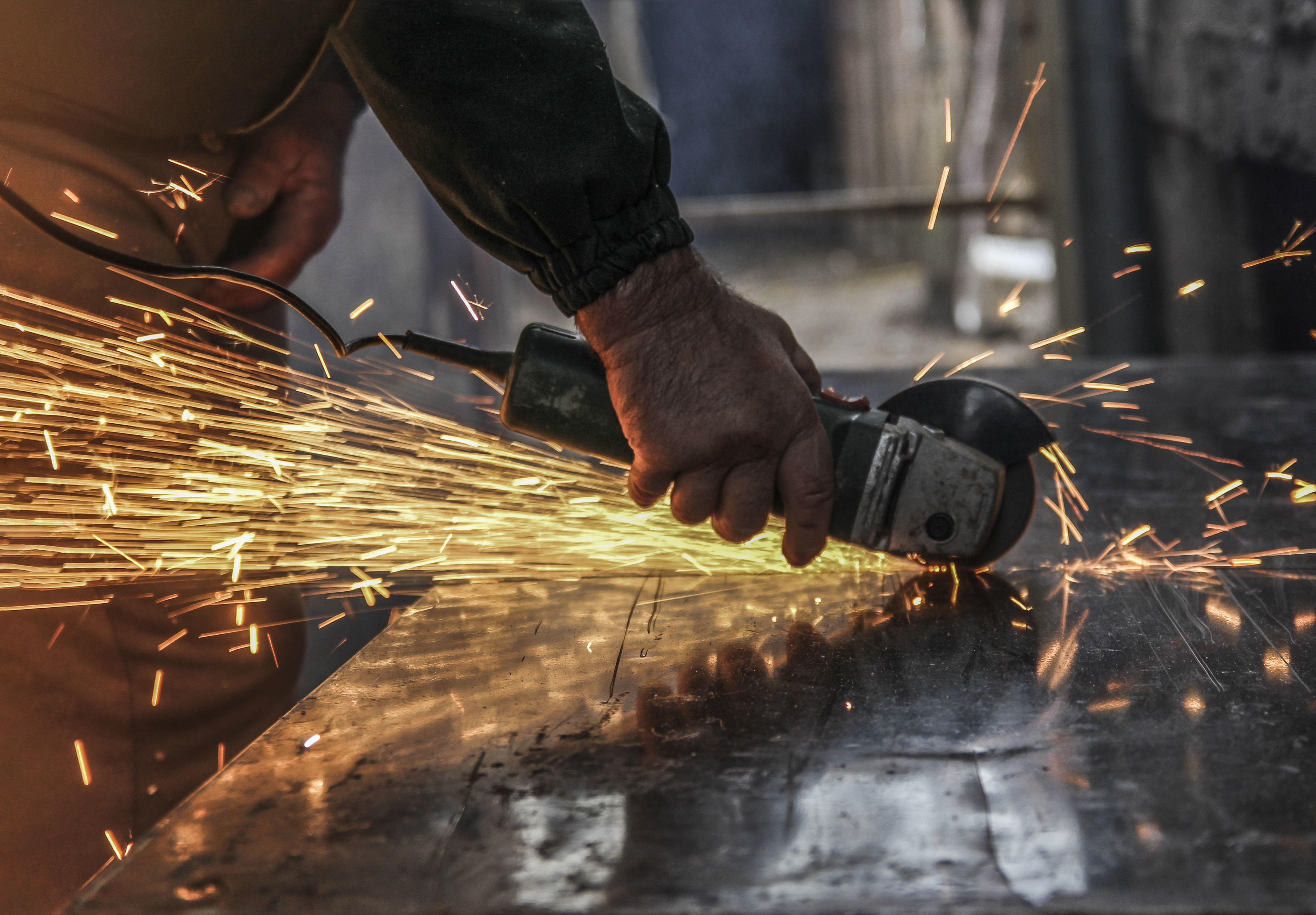
Al cortar metales se producen virutas de pulido.

### Cortes, astillas, pinchazos, esquirlas proyectadas
Las virutas pueden ser extremadamente afiladas y esto crea un problema de seguridad, ya que pueden provocar lesiones graves si no se manipulan correctamente. Dependiendo de la composición del material, puede persistir en el medio ambiente durante mucho tiempo antes de degradarse. Esto, combinado con el pequeño tamaño de algunas virutas (por ejemplo, las de latón o bronce), permite que se dispersen ampliamente apoyándose en materiales blandos y también penetrar en la piel en forma de astillas profundas.
Generalmente es una formación estándar para los trabajadores y normalmente es una norma permanente en el lugar de trabajo, evitar manipular virutas con las manos al descubierto. De manera similar, también es una capacitación estándar para los trabajadores y generalmente una regla permanente en el lugar de trabajo, minimizar o evitar por completo el manejo de virutas mediante soplado con aire comprimido, ya que esta práctica puede se potencialmente dañina, provocando que las virutas salgan disparadas y se incrusten en otras superficies, provocando una degradación de la máquina. Como alternativa para eliminar las virutas están la aspiradora industrial (aspiradora de taller); lavar suavemente con una manguera de refrigerante que descargue a la presión común de una manguera de jardín; o impedir su generación en primer lugar (por ejemplo, formando hilos en lugar de cortarlos). Algunos manuales de herramientas de maquinaria prohíben estas prácticas tanto por motivos de seguridad como para la conservación de los limpiavías y los sellos de los cojinetes.
Las virutas expulsadas por la cortadora suelen expulsarse con fuerza y volar varios metros. Estas esquirlas voladoras son un peligro activo que se puede evitar con gafas de seguridad, protectores faciales y otros equipos de protección individual, así como con las carcasas de chapa metálica (y ventanas de policarbonato) que rodean a la mayoría de las máquinas de herramienta comerciales de control numérico por computadora (CNC).

### Inflamabilidad
Debido a su gran superficie, las virutas compuestas de algunos metales reactivos pueden ser altamente inflamables. Se debe tener precaución para evitar fuentes de ignición al manipular o almacenar virutas sueltas, especialmente si son de magnesio puro, aleación de magnesio, titanio puro, aleación de titanio, hierro y acero no inoxidable.
Las virutas almacenadas en motones o contenedores también pueden arder espontáneamente, sobre todo si están recubiertas de aceite de corte.
Para extinguir incendios de virutas, se necesita un extintor de incendios especial, diseñado para combatir incendios de Clase D (metales).

### Toxicidad
Algunos materiales de ingeniería comunes, como el berilio, son peligrosos cuando están finamente divididos y se deben tomar medidas adecuadas para evitar la exposición.

## Rotura de virutas
Las eficiencias de corte óptimas a menudo generan virutas largas que parecen resortes. Estas son difíciles de eliminar, ya que son voluminosas y puede obstruir la boquilla de una aspiradora de taller. La limpieza y eliminación de estas virutas de corte continuo se simplifica utilizando una herramienta de corte para romper virutas. Esto da como resultado residuos más densos y manejables. La geometría de la herramienta rompevirutas generalmente está diseñada para romper la viruta haciendo que se enrolle sobre sí misma. Esta acción produce muchos pequeños anillos en forma de espiral en lugar de una gran esquirla helicoidal. En general, se prefieren las virutas con forma de caracola o las virutas cortas porque ayudan a evitar que se pinchen o enreden.

## Limpieza de máquinas y manipulación de virutas
Eliminar las virutas es una tarea tediosa pero necesaria. Para facilitar el transporte y la manipulación, las virutas se pueden comprimir en bloques, lo que reduce en gran medida los problemas asociados con el almacenamiento y los costes; también optimiza la manipulación de materiales para todos los interesados en su recuperación y reciclaje.

## Reciclaje
Las virutas de metal generalmente se pueden reciclar y este es el método preferido de eliminación debido al ecologismo relacionado con la posible contaminación de los residuos del fluido de corte. La forma ideal de eliminar estos líquidos es mediante el uso de una centrifugadora que separa los fluidos del metal, permitiendo que ambos sean recuperados y preparados para un tratamiento posterior. También se venden paquetes de virutas de acero inoxidable o bronce como excelentes estropajos para lavar platos o limpiar incrustaciones de suciedad. Reciclar las virutas de metal en lugar de tirarlas a la basura (vertederos o incineradoras) tiene varias ventajas:
- Medioambientales
  - Como se mencionó anteriormente, mantener el fluido de corte fuera del resto de desechos.
  - Reducir la cantidad de extracción de minerales y refinación de metales que se debe realizar para satisfacer la demanda global anual de existencias de metales. Por ejemplo, se necesita al menos cuatro veces más de energía por unidad de producción para producir aluminio a partir del mineral extraído (más el impacto ambiental de la propia minería) que para producirlo a partir de existencias de chatarra reciclada (como astillas y barras).
- Financieras
  - Casi siempre se puede ganar algo de dinero con el reciclaje de esquirlas, ya sea por parte del procesador de chatarra, del taller mecánico o, a veces, de ambos. El valor residual (valor fundido) del metal es una ganancia neta que va más allá de cualquier coste de manipulación y transporte.

### Requisitos
El recolector de chatarra generalmente requiere que los talleres mecánicos:
- separen los tipos de metales (p. ej., virutas de aluminio en barriles separados de las virutas de acero)
  - Por lo general, no es necesario separar aleaciones particulares (por ejemplo, mantener el aluminio 2024 separado del 6061).
- separen los trozos sólidos (como los extremos de las barras y las piezas desechadas) de las virutas (que son más finas y se procesan en diferentes equipos de manipulación de materiales).
- drene y/o centrifugue todo el fluido de corte y extraiga el aceite de las virutas (en la medida de lo posible).